# Thorsten Schäfer-Gümbel

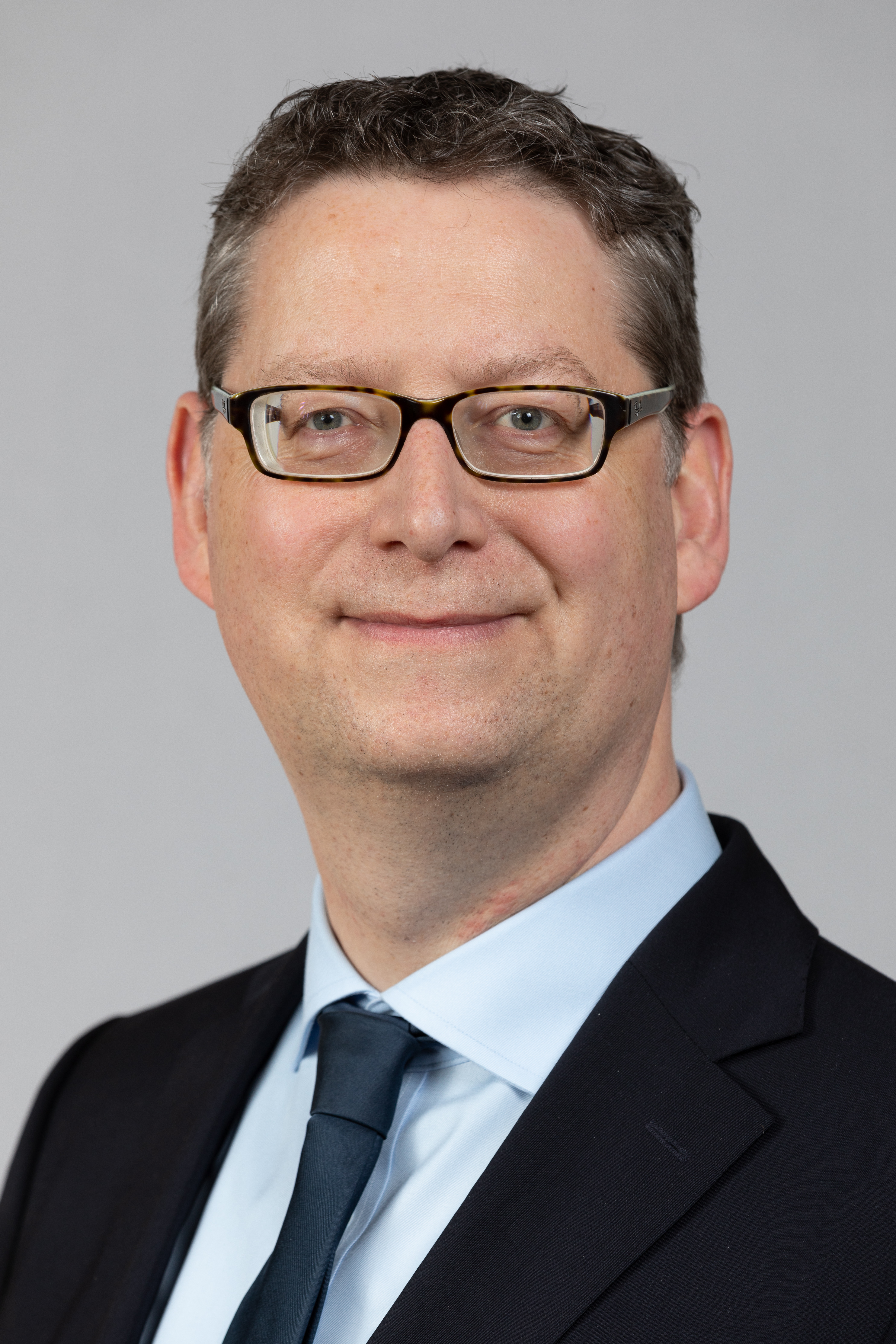
Thorsten Schäfer-Gümbel (2019)

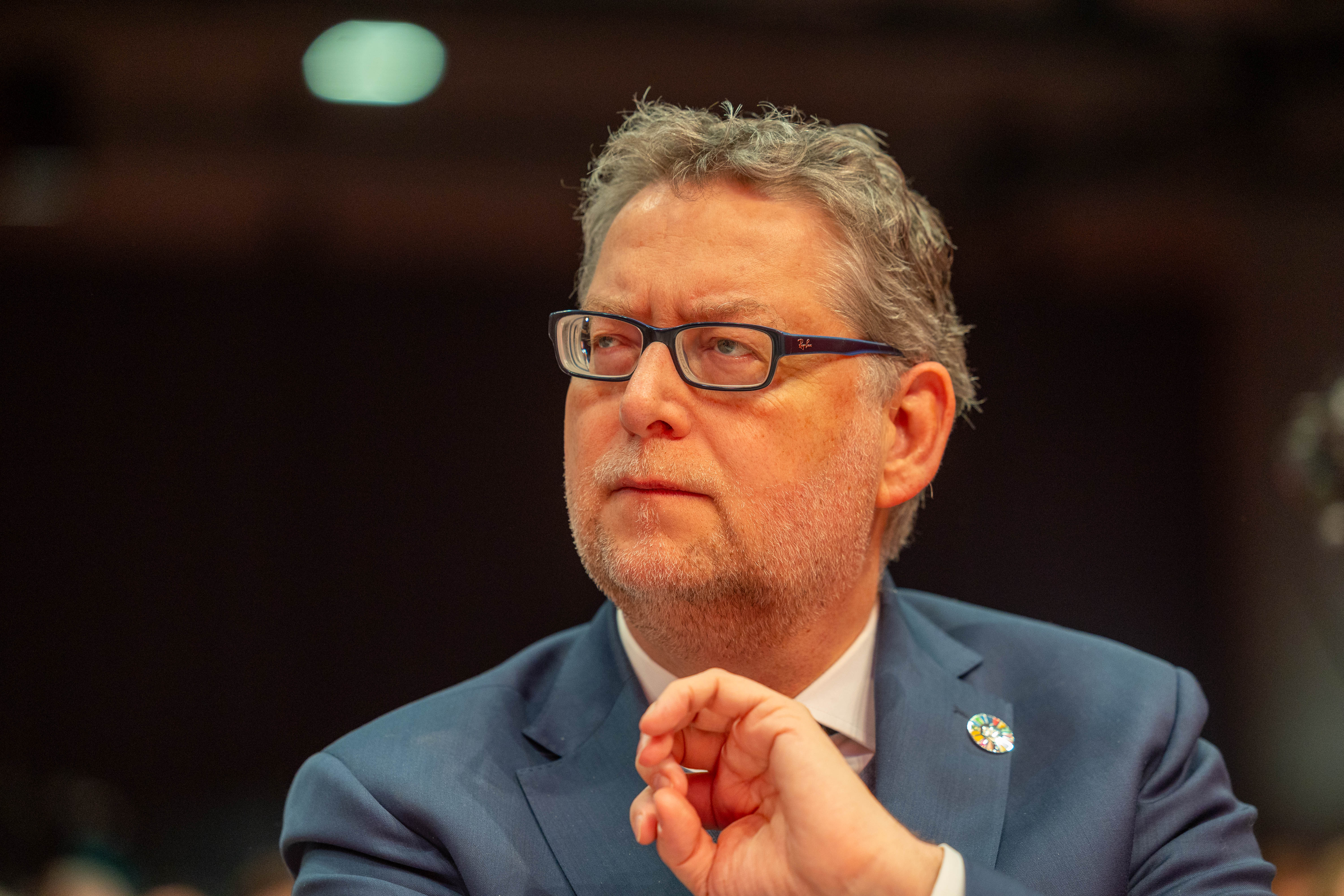
Thorsten Schäfer-Gümbel (2025)

Thorsten Schäfer-Gümbel (geborener Schäfer; * 1. Oktober 1969 in Oberstdorf), gelegentlich nach seinen Initialen TSG genannt, ist ein ehemaliger deutscher Politiker (SPD), der als Vorstandssprecher der staatlichen Gesellschaft für Internationale Zusammenarbeit (GIZ) fungiert. Er war in den Jahren 2003 bis 2019 Abgeordneter des Hessischen Landtages und dazu 2009 bis 2019 Vorsitzender der SPD-Landtagsfraktion sowie Oppositionsführer. In den Jahren 2009 bis 2019 war er Landesvorsitzender der SPD Hessen und von 2013 bis 2019 einer der stellvertretenden Bundesvorsitzenden der SPD. Seit 2015 war er ferner Vorsitzender des Kulturforums der Sozialdemokratie e. V. Nach dem Rücktritt von Andrea Nahles führte er die SPD gemeinsam mit Manuela Schwesig und Malu Dreyer kommissarisch. Manuela Schwesig trat von diesem Amt im September 2019 wegen schwerer Krankheit zurück, er selbst legte es am 1. Oktober 2019 nieder, ehe er zur GIZ wechselte.

## Leben

### Herkunft
Als Schäfer geboren wurde, war sein Vater ein in Oberstdorf stationierter Soldat auf Zeit der Bundeswehr. Schäfer wuchs seit seinem fünften Lebensjahr in Gießen auf. Sein Vater arbeitete später als Lkw-Fahrer und seine Mutter als Reinigungskraft. Er wuchs mit drei Geschwistern auf.

### Ausbildung
Nach dem Abitur an der dortigen Landgraf-Ludwigs-Schule im Jahr 1989 studierte Schäfer zunächst Agrarwissenschaften an der Justus-Liebig-Universität Gießen, wechselte dann 1990 zu den Politikwissenschaften, war ab 1992 Stipendiat der Friedrich-Ebert-Stiftung und schloss das Studium 1997 mit dem Magister Artium ab.

### Beruf
Nach einer halbjährigen Tätigkeit als wissenschaftlicher Mitarbeiter für Europäische Integration am Institut für Politikwissenschaft der Universität Gießen war Schäfer-Gümbel in den Jahren 1998 bis 2001 Referent des Sozial- und Jugenddezernenten der Stadt Gießen. Hier war er unter anderem für die Implementierung des Bund-Länderprogramms „Soziale Stadt“ in der Gießener Nordstadt zuständig. Weitere Schwerpunkte waren die Bekämpfung der Jugendarbeitslosigkeit und die Wohnungspolitik. Ab März 2002 nahm er eine Beratertätigkeit für die SPD-Landtagsfraktion Hessen wahr. Von 2002 bis zu seiner Wahl in den Landtag 2003 arbeitete er erneut als wissenschaftlicher Mitarbeiter im Dezernat II der Stadt Gießen.

### Parteilaufbahn

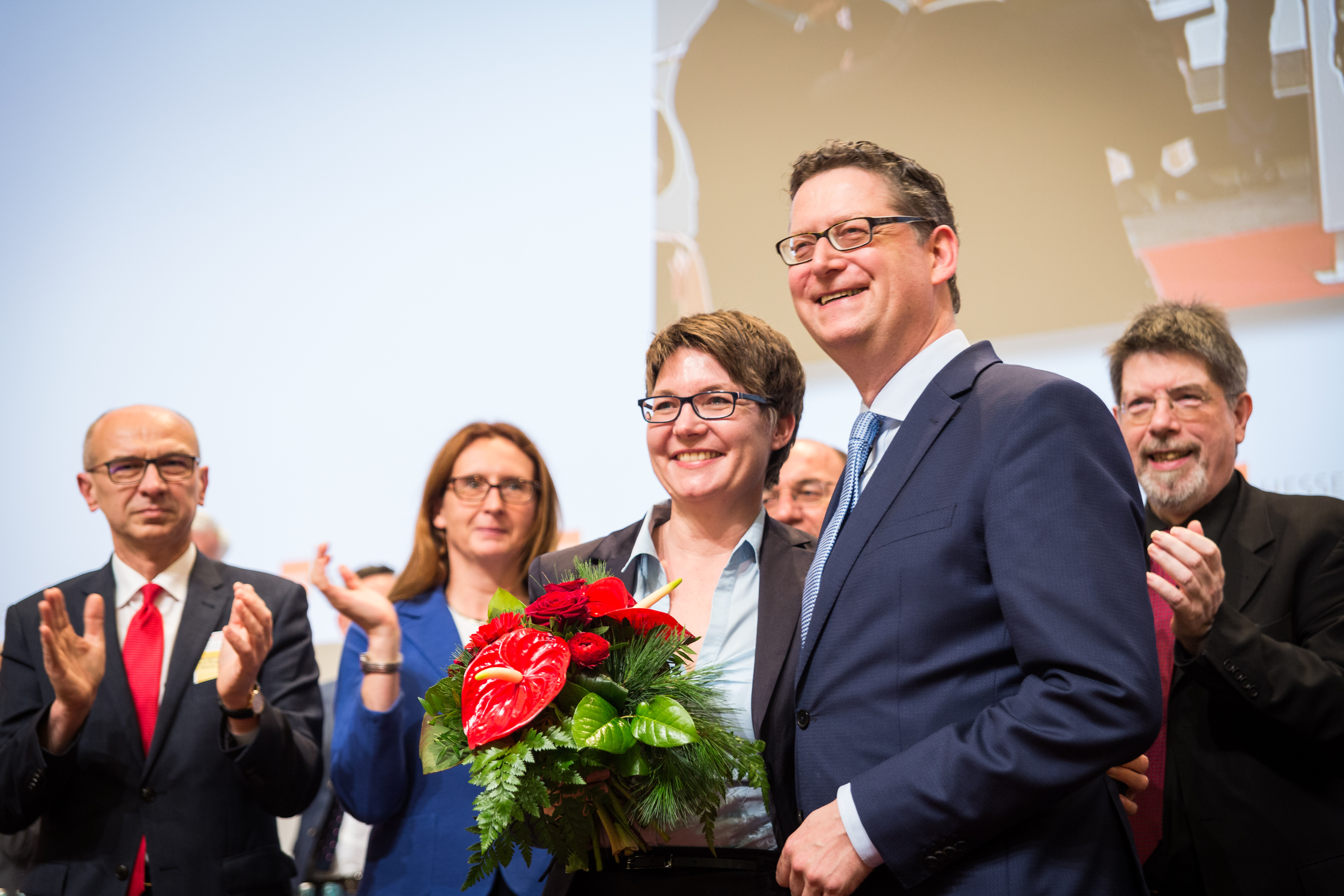
Thorsten Schäfer-Gümbel und seine Frau Annette Gümbel auf dem SPD-Landesparteitag im November 2017

Schäfer-Gümbel ist seit dem Jahr 1986 Mitglied der SPD und der Jusos und dort in verschiedenen Vorstandsämtern aktiv. Er gehörte keiner Juso-Strömung an, sondern war als Nachfolger der südhessischen Juso-Vorsitzenden Nina Hauer gemeinsam mit ihr ein Verfechter der eigenständigen linken Ausrichtung des Bezirks Hessen-Süd. Außerdem war er stellvertretender Juso-Landesvorsitzender in Hessen und stellvertretender Vorsitzender der Young European Socialists. Im Jahr 2004 wurde er Vorsitzender des SPD-Unterbezirks Gießen und war von 2001 bis 2009 stellvertretender Vorsitzender der SPD Hessen-Süd. Er war in der 16. Legislaturperiode Fachsprecher für Industrie- und Beschäftigungspolitik sowie Technologie- und Forschungspolitik der SPD-Landtagsfraktion.
Seit dem 28. Februar 2009 war Schäfer-Gümbel Vorsitzender der SPD Hessen. Er wurde mit 90,3 % in dieses Amt gewählt und wurde zuletzt Ende 2017 auf einem Landesparteitag in Frankfurt mit 93,7 % bestätigt.
Auf dem Bundesparteitag in Dresden wurde Schäfer-Gümbel am 14. November 2009 in den Parteivorstand sowie in das Präsidium der SPD gewählt. Am 14. Oktober 2013 wurde er als neuer stellvertretender Parteivorsitzender nominiert und wurde auf dem Bundesparteitag vom 14. bis 16. November als Nachfolger von Klaus Wowereit gewählt. Auf den Bundesparteitagen 2015 und 2017 wurde er im Amt bestätigt. Thorsten Schäfer-Gümbel ist in der SPD-Führung u. a. für Steuern, Finanzen und Wirtschaftspolitik zuständig. Seit Dezember 2012 war er Berater des SPD-Kanzlerkandidaten Peer Steinbrück zu Fragen der Finanzmärkte. In dieser Rolle verantwortete er auch das SPD-Steuerprogramm zur Bundestagswahl 2017. 
Schäfer-Gümbel wurde nach der Niederlage bei der Landtagswahl 2009 SPD-Fraktionsvorsitzender und damit auch Oppositionsführer im Hessischen Landtag und löste damit Andrea Ypsilanti ab. Im Oktober 2011 wurde er zum Spitzenkandidaten für die Landtagswahl 2013 gewählt. Die SPD verlor trotz Zugewinnen knapp. Schäfer-Gümbel blieb Oppositionsführer im hessischen Landtag. Zur Landtagswahl 2018 trat er erneut als Spitzenkandidat an. Die SPD büßte hierbei 35 % ihres Stimmergebnisses von 2013 ein und erzielte das schlechteste Ergebnis seit 1946 in Hessen.

### Abgeordnetentätigkeit

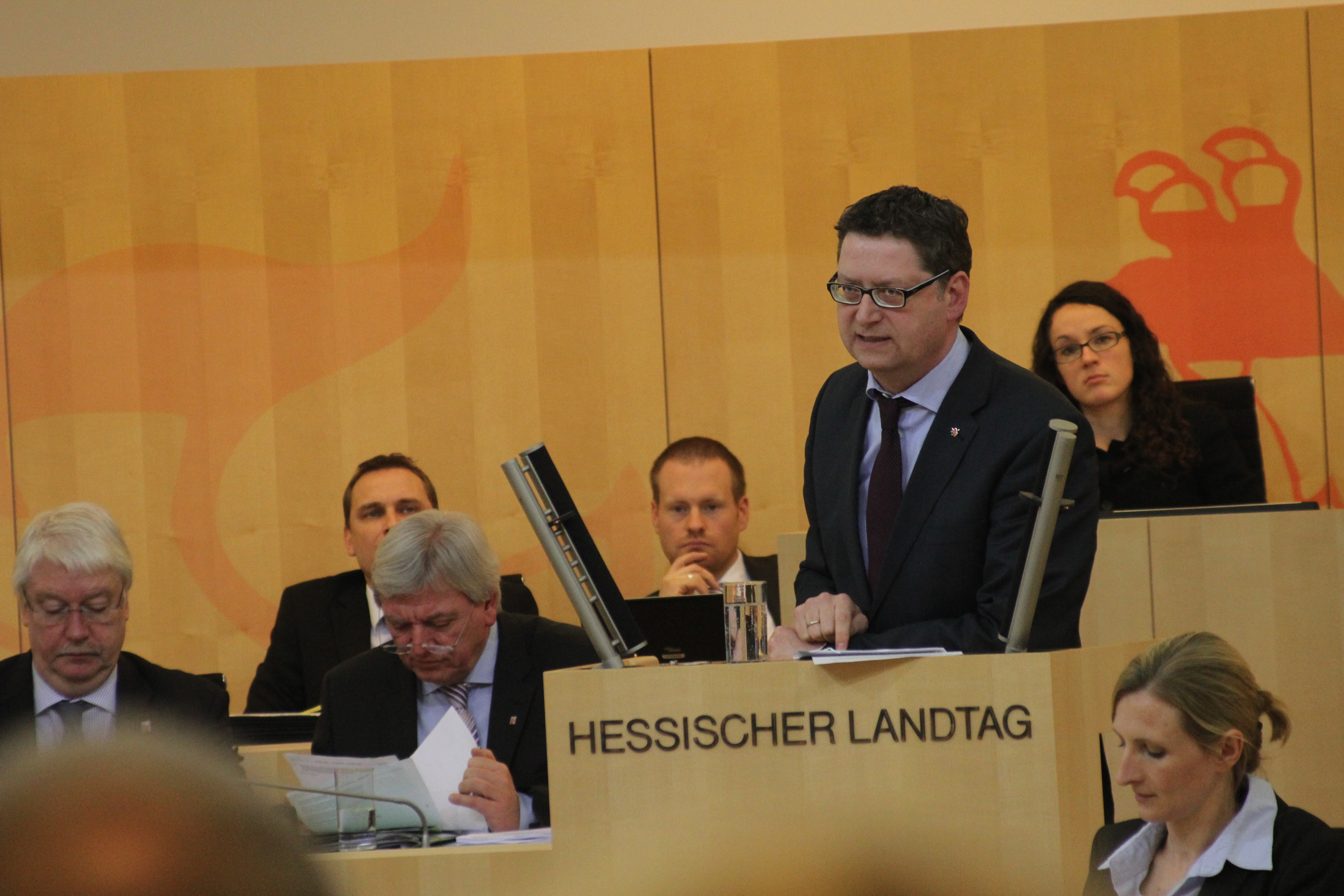
Thorsten Schäfer-Gümbel beim hessischen Landtag (2013)

Von 2001 bis 2011 war Schäfer-Gümbel kommunalpolitisch als Kreistagsabgeordneter im Landkreis Gießen aktiv.
Im Hessischen Landtag ist er seit dem 5. April 2003 Abgeordneter und stand in der 16. und 17. Wahlperiode der Ober- und Mittelhessenrunde der SPD-Landtagsfraktion vor. In der 17. Wahlperiode fungierte Schäfer-Gümbel als stellvertretender Vorsitzender des Ausschusses für Wissenschaft und Kunst, als Mitglied im Ausschuss für Wirtschaft und Verkehr und als Mitglied im Europa-Ausschuss. Bei der Landtagswahl 2008 unterlag er im Wahlkreis Gießen II gegen Innenminister Volker Bouffier (CDU) im Kampf um ein Direktmandat. Seit dem 27. Januar 2009 führt er im Landtag die SPD-Fraktion.

### Landtagswahl 2009
Für die Landtagswahl 2009 wurde er am 8. November 2008 von der hessischen SPD-Vorsitzenden Andrea Ypsilanti als Spitzenkandidat vorgeschlagen und am 13. Dezember 2008 auf einem Parteitag gewählt. Er trat nach der Selbstauflösung des Hessischen Landtages bei den Neuwahlen am 18. Januar 2009 an der Spitze der Landesliste an. In seiner Strategie grenzte er sich von Andrea Ypsilanti ab, indem er zugab, dass es ein Fehler gewesen sei, dass die SPD trotz anderslautender Versprechen ein Bündnis mit der Linkspartei angestrebt habe. Er selber zeigte sich für alle Bündnisse offen.
Der Online-Wahlkampf Schäfer-Gümbels fand ein großes Medienecho.

### Landtagswahl 2013
Zur Landtagswahl am 22. September 2013 trat Schäfer-Gümbel erneut als Spitzenkandidat der SPD an. Er war diesmal der Herausforderer von Volker Bouffier, der Roland Koch im Sommer 2010 als Ministerpräsident nachfolgte.
Bei dieser Landtagswahl legte die SPD zwar deutlich zu (30,7 %, +7 Prozentpunkte). Durch den Umstand bedingt, dass sowohl die FDP (5,0 % der Stimmen) wie auch die Linkspartei (5,2 %) den Sprung in den Landtag knapp schafften, reichten die 11,1 % der Grünen nicht aus, eine Rot-Grüne Mehrheit im Landtag zu erzielen, da die CDU mit 38,3 % (+1,1 Prozentpunkte) stärkste Kraft blieb. Jedoch verfehlte auch die schwarz-gelbe Regierung ihre bislang innegehabte Mehrheit.
Aus dieser Situation heraus formte sich schließlich die erste schwarz-grüne Regierung eines deutschen Flächenlandes, das Kabinett Bouffier II, welches am 18. Januar 2014 vereidigt wurde.

### Landtagswahl 2018

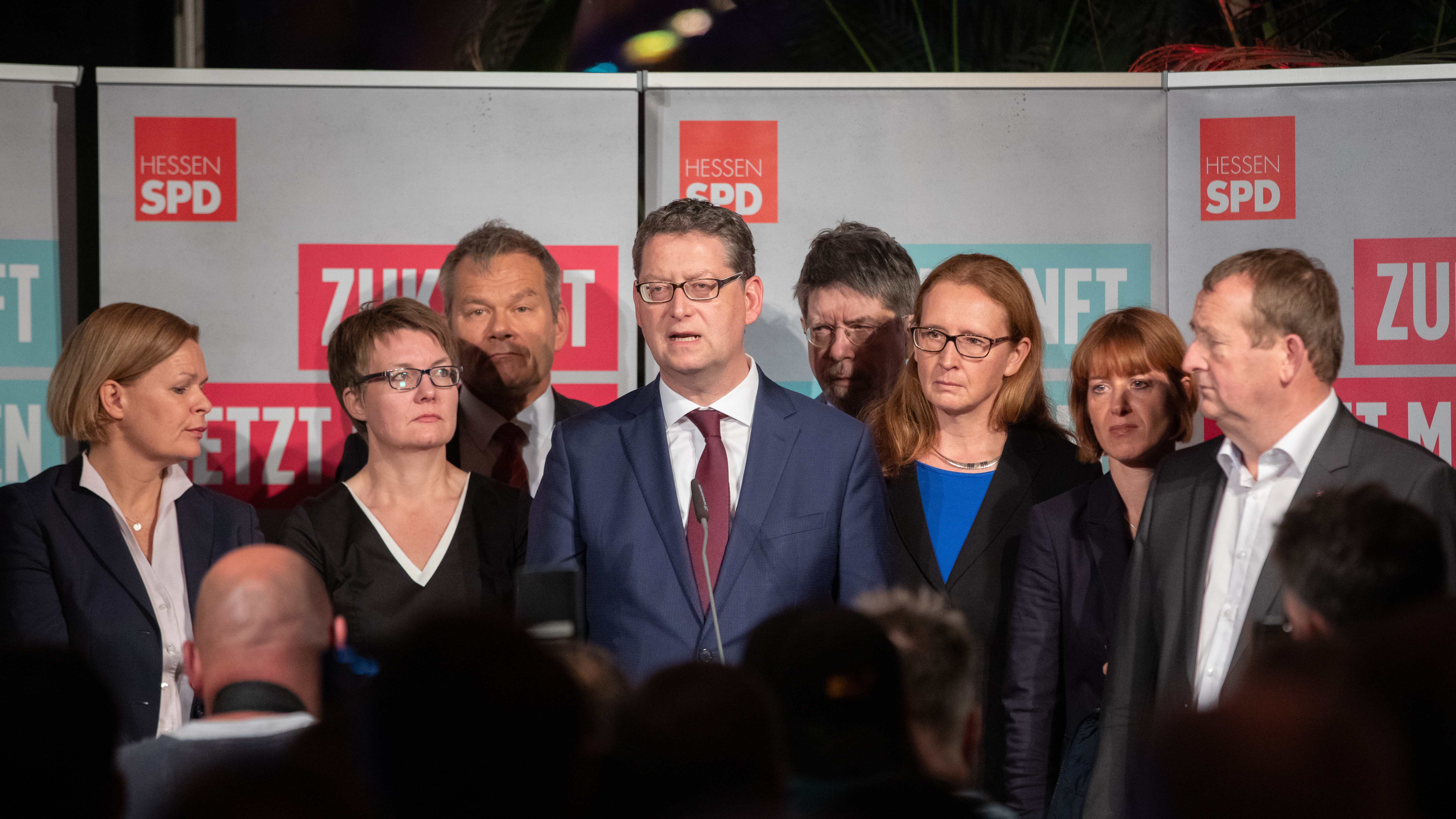
Bei der SPD-Wahlparty nach der Landtagswahl am 28. Oktober 2018

Zur Landtagswahl in Hessen 2018 am 28. Oktober wurde Schäfer-Gümbel am 9. Juni auf einem Landesparteitag der SPD Hessen mit 95,8 % zum Spitzenkandidaten gewählt. Als Themen wählte er im Wahlkampf vor allem bezahlbares Wohnen, gute und gebührenfreie Bildung, bessere Verkehrsverbindungen und gleiche Lebensbedingungen in Stadt und Land. Dabei kündigte er an, im Fall eines Wahlsiegs in den ersten hundert Tagen als Ministerpräsident 100.000 Quadratmeter Landesflächen für den Bau günstiger Wohnungen zur Verfügung zu stellen. Im August 2018 stellte Schäfer-Gümbel den „Hessenplan+“ vor, den er als seine „persönliche Vision“ für Hessen bezeichnete. Ziel des Konzeptes sollte es sein, dass niemand mehr als ein Drittel seines Einkommens für die Miete aufbringen muss.
Bei der dritten Landtagswahl unter seiner Spitzenkandidatur erhielt die SPD nur noch 19,8 % der Zweitstimmen und damit ein Ergebnis, das knapp hinter dem der Grünen lag.

### Rückzug aus der Politik
Im März 2019 berichtete die Süddeutsche Zeitung, Schäfer-Gümbel werde sich aus der Politik zurückziehen. Er wolle beim Landesparteitag im Herbst des Jahres „nicht wieder für das Amt des Vorsitzenden kandidieren und beim Bundesparteitag der SPD auch nicht für die Wiederwahl als Vize-Chef.“ Als aussichtsreichste Nachfolgerin für beide Posten gelte Landes-Generalsekretärin Nancy Faeser, die auch am 4. September 2019 zur neuen Fraktionsvorsitzenden gewählt wurde.
Zum 1. Oktober 2019 wechselte er als Vorstandsmitglied zur staatlichen Gesellschaft für Internationale Zusammenarbeit und übernahm dort den Posten des Arbeitsdirektors, für den die SPD nach den Koalitionsverhandlungen das Vorschlagsrecht hat. Zum 1. November 2022 wurde er als Nachfolger von Tanja Gönner Vorstandssprecher der GIZ.

### Privates
Schäfer-Gümbel heiratete 1998 Annette Gümbel, eine promovierte Historikerin. Das Paar hat zwei Töchter und einen Sohn. Die Familie wohnt im hessischen Lich. Schäfer-Gümbel ist evangelisch.
Thorsten Schäfer-Gümbel übt eine Reihe ehrenamtlicher Tätigkeiten aus. Unter anderem ist er Mitglied im Kuratorium des Rheingau-Musikfestivals und gehört dem Verwaltungsrat der Gießener Hochschulgesellschaft e. V. an.
Im Alter von 20 Jahren erlitt er eine Netzhautablösung; komplizierte Notoperationen verhinderten eine Erblindung. Seitdem trägt er eine Brille mit speziellen Prismengläsern.

## Positionen

### Steuern
Schäfer-Gümbel leitete die SPD-Arbeitsgruppe zur Erarbeitung des SPD-Steuerprogramms zur Bundestagswahl 2017. Darin plädierte die SPD für eine Anhebung des Spitzensteuersatzes sowie Steuererleichterungen für kleine und mittlere Einkommen. Schäfer-Gümbel gilt zudem als Befürworter einer Reform der Erbschaftssteuer, so forderte er im Jahr 2018 im Interview der Frankfurter Rundschau, „nochmal ernsthaft über die Erbschaftssteuer“ zu reden, um Bildungsausgaben zu finanzieren. „Ich finde, diejenigen, die ihre Chancen nutzen konnten, sollten mehr beitragen, dass auch andere eine gerechte Chance bekommen.“ In einem Gastbeitrag der WELT forderte Schäfer-Gümbel eine härtere Gangart gegen Steuerhinterziehung und -vermeidung. So müsse „endlich das Prinzip gelten, dass Unternehmensgewinne dort versteuert werden, wo sie erwirtschaftet werden.“ An anderer Stelle betonte er: „Der Kampf für ein sozialeres Europa muss einhergehen mit härtesten Bandagen gegen Steuervermeider wie Apple, Starbucks & Co. Wer in Europa Milliarden verdient, der muss auch bereit sein, anständig Steuern zu zahlen.“

### Wohnungspolitik
Schäfer-Gümbel formuliert als Ziel, dass „niemand mehr als ein Drittel seines Einkommens für die Miete ausgeben muss“. Im Wahlkampf 2018 erklärte er, als Ministerpräsident wolle er 6.000 neue Wohnungen im Jahr schaffen, ein eigenes Bau-Ministerium einrichten und landeseigene Grundstücke nach Konzept statt nach Preis vergeben („Ein gutes Konzept eines Investors ist dabei im Zweifelsfall wichtiger als der zu erzielende Erlös“).

### Arbeit und Soziales
In seinem Buch „Die sozialdigitale Revolution“ schreibt Schäfer-Gümbel über die Auswirkungen der Digitalisierung auf Arbeitswelt, Sozialstaat und Gesellschaft und schlägt politische Optionen für den Umgang mit dem Wandel vor. Im Tagesspiegel-Interview führt er aus: „Es gibt kein Ende der Arbeit, die wird uns ganz sicher nicht ausgehen, sie wird sich nur verändern.“ Deshalb spricht sich Schäfer-Gümbel gegen ein „bedingungsloses Grundeinkommen“ aus, will aber Nachbesserungen bei Hartz-IV. So plädiert er dafür, dass Hartz-IV-Empfänger ein erarbeitetes Vermögen behalten können und will ein „Chancenkonto“ als „individuelles Guthaben von 20.000 Euro für lebenslange Qualifizierung“.

### Bildungspolitik
„Die SPD steht für gebührenfreie Bildung von der Kita bis zur Meisterprüfung“, so Schäfer-Gümbel 2018 in einem Interview der Frankfurter Allgemeinen Sonntagszeitung. Zudem wolle man Ganztagsschulen ausbauen und mehr Lehrerinnen und Lehrer einstellen.

### Verkehrspolitik
Schäfer-Gümbel fordert einen S-Bahn-Ring um Frankfurt, „wie es ihn in fast allen anderen Metropolregionen dieser Welt gibt.“ Zudem schreibt er im „Hessenplan+“, er wolle „ein Land ohne Staus“, u. a. durch „modernes Baustellenmanagement“, digitale Verkehrssteuerung und Bonuszahlungen für Baufirmen, die Baustellen schneller abschließen. Schäfer-Gümbel plädierte in der Frankfurter Rundschau für einen ermäßigten Mehrwertsteuersatz auf Bahntickets.

## Kontroverse
Schäfer-Gümbel unterstützte 2004 die Kampagne Hands off Venezuela der trotzkistischen Internationalen Marxistischer Tendenz zugunsten des venezolanischen Staatspräsidenten Hugo Chávez, was ihm 2008 (im Vorfeld der Landtagswahl 2009) von Seiten der Frankfurter Allgemeinen Kritik einbrachte. Laut Frankfurter Rundschau äußerte er auf Nachfrage der FAZ, „es liege schon einige Jahre zurück, dass er den Aufruf unterzeichnet habe. Damals sei es um die internationale Solidarität gegangen.“